# دیوید گرانت (بازیکن فوتبال، زاده ۱۹۴۷)
دیوید گرانت (انگلیسی: David Grant؛ زادهٔ ۱۸ دسامبر ۱۹۴۷) بازیکن فوتبال اهل بریتانیا است.